# Acido 2,4,5-triclorofenossiacetico
L'acido 2,4,5-triclorofenossiacetico è un acido carbossilico, il suo nome comune è 2,4,5-T. Viene utilizzato come diserbante e con l'acido 2,4-diclorofenossiacetico, anche conosciuto come 2,4-D, prende parte alla miscela conosciuta come Agente Arancio, sempre un diserbante.
Un tempo commercializzato col nome Tormoca.